# Lê Thánh Tông
Lê Thánh Tông (Chữ Nôm: 黎聖宗; * 1442; † 1497, eigentlicher Name Lê Tư Thành, 黎思誠) war der fünfte Kaiser der Lê-Dynastie. Seine Herrschaft von 1460 bis 1497 wird vielfach als Blütezeit konfuzianistischer Regierungsführung und Staatskunst angesehen. Nach einer Zeit schwacher Herrscher reformierte er den kaiserlichen Hof, die Verwaltung und das Bildungswesen des Landes. Ebenso tat er sich als großer Förderer der konfuzianischen Gelehrsamkeit und Staatlichkeit hervor. Militärisch brachte seine Regierungszeit einen Gebietszugewinn im Süden auf Kosten der Champa.

## Herkunft
Lê Thánh Tông war der vierte und jüngste Sohn des Kaisers Lê Thái Tông geboren. Sein Vater starb wenige Tage nach seiner Geburt. Er wurde zunächst am Hof mit seinen Brüdern erzogen. Seine Mutter floh mit ihm aus Angst vor Intrigen am Hof aufs Land.
Nach der Palastrevolte und dem Königsmord durch Lê Nghi Dân wurde er 1460 von den Magnaten Le Xi und Le Liet auf den Thron gesetzt, nachdem diese den Usurpator gestürzt hatten.

## Herrschaft
Lê Thánh Tông reorganisierte den Hofstaat des Kaiserreiches. Statt über Familienbande zusammengehaltene Machtgruppen baute er eine effiziente Bürokratie aus konfuzianistischen Gelehrten zur Führung der Staatsgeschäfte auf. Am Hofe waren bis zu 3000 Gelehrte beschäftigt. Der Tag am Hof war strikt organisiert und Beratungen mit Spitzenbeamten oder Militärführern folgten festen Regeln und einem formalisieren Procedere. Den Staatsapparat gliederte er nach chinesischem Vorbild in sechs Ministerien (Riten, Krieg, Justiz, Inneres, Öffentliche Arbeiten und Finanzen). Jedem dieser Ministerien setzte er ein kleineres Departement gegenüber, das als Revisionsorgan des Ministeriums fungieren sollte. Die Bezahlung der Staatsbediensteten wurde streng reglementiert und mehrmals bezüglich der Leistung reevaluiert. Die Personalbesetzung der Staatsämter, welche vormals oft der Ausbalancierung zwischen Machtgruppen dienten zog er vollkommen an sich und duldete darüber keine öffentlichen Diskussionen. Lê Thánh Tông selbst verfasste Gedichte und zwei Bücher; diese sind nicht erhalten. Unter seiner Ägide verfasste der Gelehrte Ngô Sĩ Liên eine revidierte Gesamtgeschichte der Vietnamesen, welche erstmals die Hung-Dynastie erwähnt, welche von ihm vor der ersten chinesischen Dynastie datiert wurde.
Seine Wirtschaftspolitik war wie die des Dynastiegründers Lê Lợi auf eine Produktionssteigerung durch Förderung der das Land selbst bewirtschaftenden Kleinbauern ausgerichtet. Hierfür wurde unter seiner Ägide das System gemeinschaftlicher Landnutzung und Verteilung durch dem Zentralstaat verantwortliche Dorfgemeinschaften weiter ausgebaut und formalisiert. Das Gerichtswesen reformierte er durch die Herausgabe eines formalisierten Straf- und Zivilgesetzbuchs. Dieses umfasste sechs Bände mit insgesamt 721 Artikeln. Dieser Gesetzescodex wird nach der Ära des Kaisers als Hong-Duc-Codex bezeichnet. Der Kodex basierte auf den Vorstellungen des Konfuzianismus ergänzt durch bereits praktiziertes vietnamesisches Gewohnheitsrecht. Er blieb bis zu den Reformen von Gia Long Anfang des neunzehnten Jahrhunderts mit Veränderungen in Kraft. Zur Stärkung der konfuzianischen Kultur limitierte er den Neubau buddhistischer und daoistischer Tempel, welche er als ein Hindernis zur rationalen Verwaltung des Landes sah. Er verordnete seinen offiziellen religiösen Pluralismus in Anbetung und öffentlichem Ritus.
Unter seiner Ägide expandierte der vietnamesische Staat militärisch. Im Süden gewannen sie eine neue Provinz (zu den vormaligen zwölf) auf Kosten der Champa hinzu. Hierbei setzte er auf einen gewagten militärischen Plan. Seine Hauptarmee marschierte entlang der Küste. Ein Flügel war zur See auf Schiffen, um im Rücken des Feindes zu landen. Der andere Flügel ging durch die Gebirgsregion vor, um Hinterhalte zu vereiteln. Der daraus resultierende militärische Sieg brachte den Cham-König in Gefangenschaft und Vietnam Gebietsgewinne. Die neue Provinz wurde mit Militärkolonien überzogen. Die kaiserliche Regierung nutzte die Provinz, um ineffiziente Würdenträger und als illoyal geltende Volksgruppen dort zu konzentrieren; dabei kam es zu administrativ angeordneten Massendeportationen von Cham und Laoten. In einem Feldzug gegen Laos konnte Luang Prabang erobert werden, aber es kam zu keinen Gebietszugewinnen. Eine Armee des Kaisers marschierte bis an die Grenze zu Myanmar und Südchina. Die militärischen Expeditionen dienten auch dazu, die militärische Elite aus Thanh-Hoa zu beschäftigen, die die Lê-Dynastie an die Macht gebracht hatte und die vormals den Hof dominiert hatte. Lê Thánh Tông schränkte die Macht der Militärführer auch durch das gesetzlich festgelegte Primat der Zivilbeamten ein und dadurch, dass es Offizieren verboten war Handel zu treiben.
Lê Thánh Tông starb im Alter von 55 Jahren an einer Krankheit. Zeitgenossen vermuteten eine Geschlechtskrankheit, die durch eine seiner zahlreichen sexuellen Beziehungen verursacht worden sei. Thronfolger war sein 36-jähriger Sohn Lê Hiến Tông.